# Demetrios von Thessaloniki

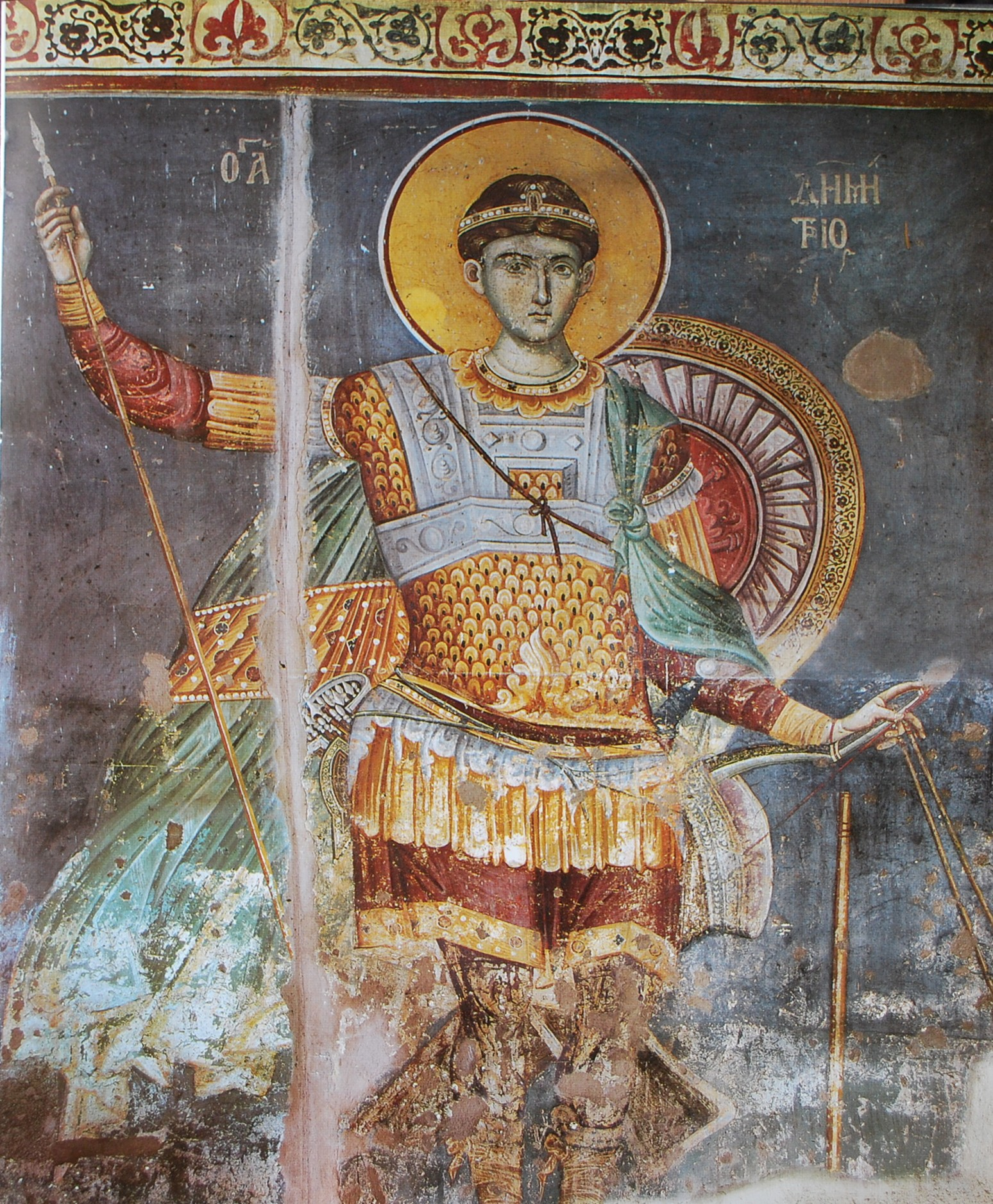
Fresko des Heiligen Demetrios

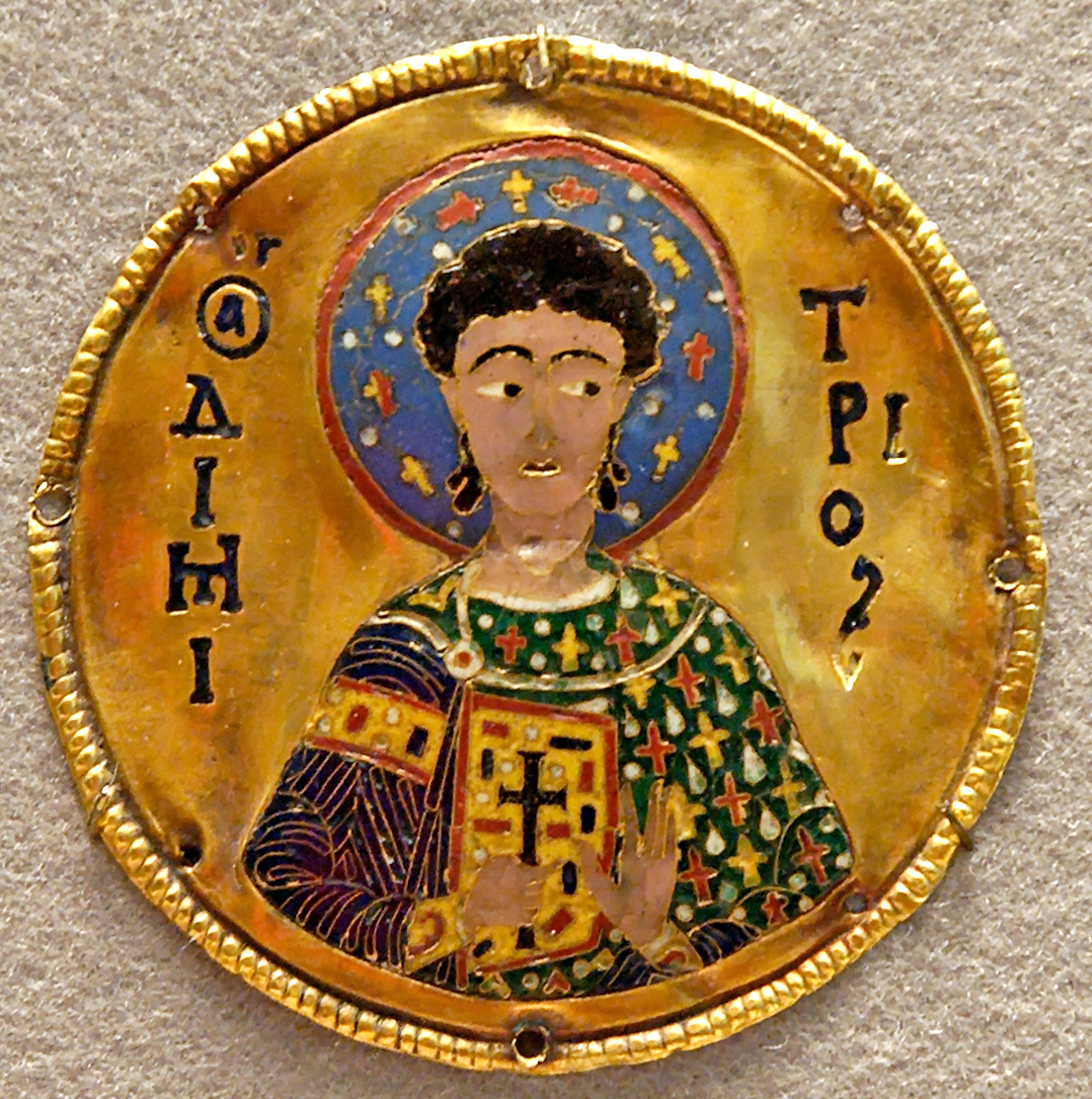
Heiliger Demetrios, byzantinisches Medaillon, 11. Jahrhundert.

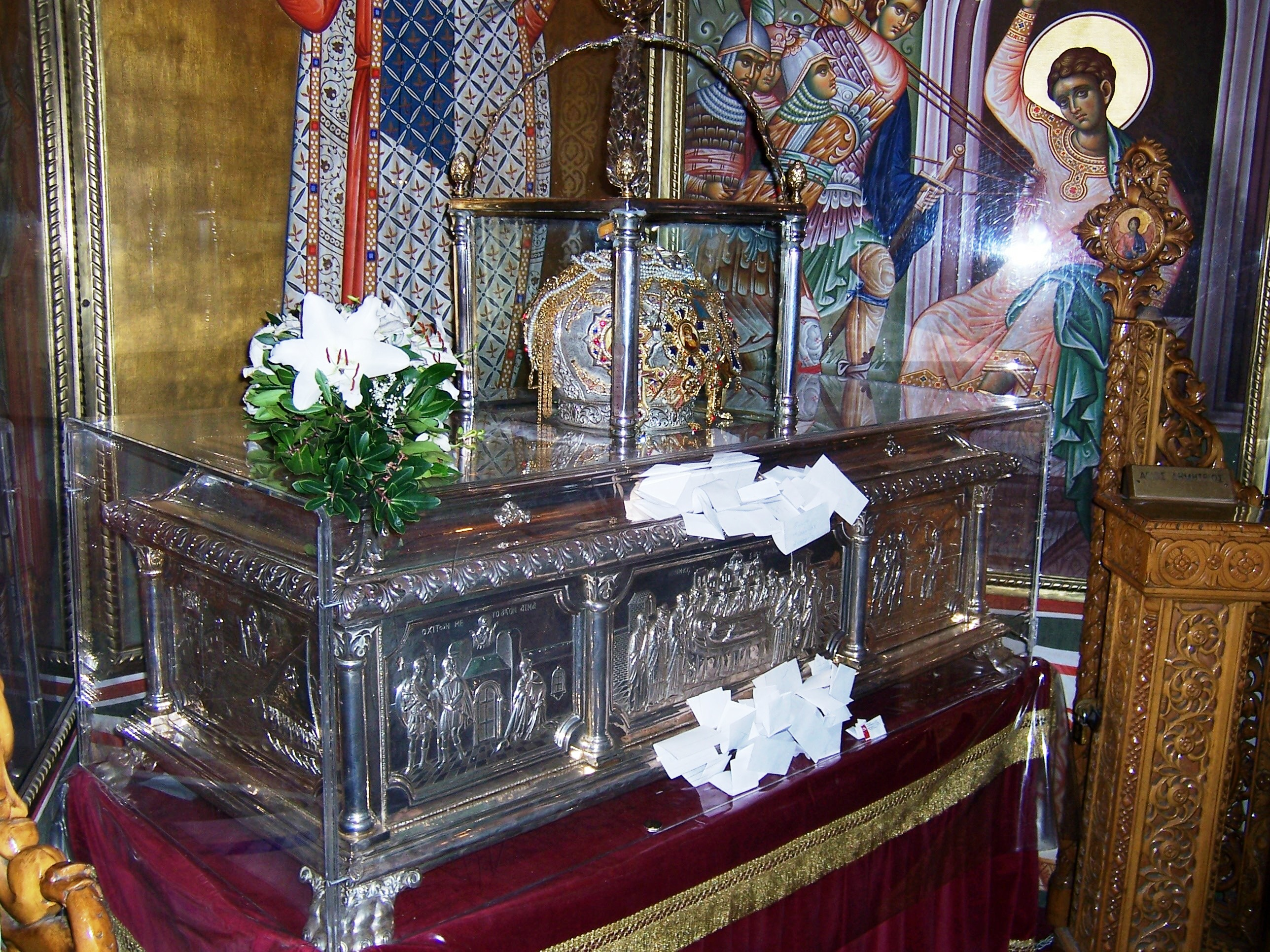
Reliquien des Heiligen Großmärtyrers Demetrios, Basilika Hagios Demetrios, Thessaloniki

Demetrios von Thessaloniki (griechisch Άγιος Δημήτριος της Θεσσαλονίκης, bulgarisch Димитър Солунски, rumänisch Sfântul Dimitrie, russisch Димитрий Солунский, serbisch Свети Димитрије Солунски/Sveti Dimitrije Solunski; † um 306) war ein christlicher Märtyrer. Er ist ein bedeutender Heiliger in den orthodoxen Kirchen und der römisch-katholischen Kirche. Er ist Schutzpatron von Thessaloniki, Konstantinopel und Venedig. Er gilt als Schutzheiliger der Soldaten.
Über seine Person gibt es nur legendarische Zeugnisse aus späteren Jahrhunderten, daher ist seine historische Existenz nicht zweifelsfrei gesichert.

## Legende
Schriftliche Zeugnisse über das Leben des Demetrios finden sich erst seit dem 9. Jahrhundert. Er soll demnach ein Sohn aus einer einflussreichen römischen Familie gewesen sein, der um 306, während der Christenverfolgungen unter Diokletian oder Maximinus Daia, in Thessaloniki getötet wurde, indem man ihn mit Speeren durchbohrte, weil er sich weigerte, seine Glaubensbrüder zu verfolgen. In späterer Zeit, als sich sein Bild zum Soldatenheiligen wandelte, wurde ihm zugeschrieben, ein römischer Soldat oder gar Statthalter der Provinz Achaea gewesen zu sein.

## Verehrung
Die ersten Hinweise auf eine Heiligenverehrung des Demetrios datieren aus der Zeit um 150 Jahre nach seinem angenommenen Tod. Die Basilika Hagios Demetrios in Thessaloniki, Zentrum der Demetriosverehrung, stammt aus dem 5. Jahrhundert. Dort sind auch seine Reliquien verwahrt, die jedoch erst spät aufgefunden wurden. Als Schutzheiliger der Stadt Thessaloniki soll er sie mehrfach vor Eroberung geschützt haben. In Bulgarien und der Kiewer Rus wurden ihm zahlreiche Kirchen geweiht (Demetrioskirche).
Er war einer der Schutzpatrone der Kreuzzüge neben dem Heiligen Georg. Er ist auch heute noch ein Schutzheiliger der Soldaten.
Heute wird Demetrios weiterhin besonders in den orthodoxen Kirchen verehrt. Der Feiertag des Heiligen Demetrios ist der 8. Oktober (katholisch) bzw. der 26. Oktober (orthodox, julianischer Kalender) und der 8. November (orthodox, gregorianischer Kalender).
Auf Darstellungen findet er sich als junger Mann in der Tracht der römischen Oberschicht, aber auch als Legionär oder Ritter. Teilweise ist im Hintergrund der Weiße Turm von Thessaloniki (16. Jahrhundert) zu erkennen.